# Георг Конрад Морген

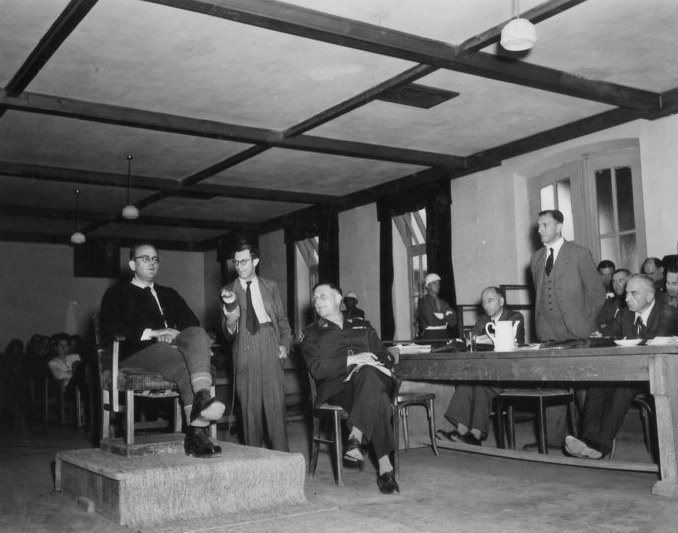
Морген (ліворуч, сидить у кріслі) під час допиту на Нюрнберзькому процесі (7 серпня 1946)

Гео́рг Ко́нрад Мо́рген (нім. Georg Konrad Morgen, 8 червня 1909, Франкфурт-на-Майні — 4 лютого 1982, Франкфурт-на-Майні) — відомий німецький юрист, оберштурмбаннфюрер і суддя СС.

## Біографія
Народився в сім'ї машиніста паровоза. Виріс у Франкфурті-на-Майні, навчався там же у вищому реальному училищі. Після його закінчення працював в банку. Потім вивчав право в Франкфуртському університеті та Академії міжнародного права, Римі, Берліні та Кілі. Під час навчання вступив в університетську групу Німецької народної партії.
Тільки в квітні 1933 року вступив у НСДАП і в СС. Цей пізній перехід він пояснював почуттям такту, яка не дозволила йому зробити це відразу після виходу з Німецької народної партії. 1 квітня 1939 Конрад Морген отримав свою першу суддівську посаду в земельному суді Штеттина. Після суперечки, в результаті якого голова засудив його поведінку в одному з судових справ, він був звільнений з юридичної служби.
Після початку війни служив у військах СС, до 1940 року був суддею Головного управління суду СС в Мюнхені. З 1 січня 1941 служив в судах СС і поліції в Кракові. У 1942 році Гіммлер знизив Моргена в чині з обер-лейтенанта до єфрейтора і він був відправлений на Східний фронт. Морген нібито виправдав звинуваченого в оскверненні раси; сам же Морген бачив причину свого звільнення в розслідуванні їм випадків корупції, оскільки багато вищі чини СС відчували витікаючу від нього загрозу. Одним з осіб, що сприяли відправці Моргена на Східний фронт, був Фрідріх-Вільгельм Крюгер, якому не подобалася манера роботи Моргена: той не намагався знімати кримінальну відповідальність зі старших функціонерів СС.
У травні 1943 Морген був направлений особисто Гіммлером в Імперську службу кримінальної поліції Берліна, де йому було доручено розслідування випадків корупції в концентраційних таборах. З цієї причини Морген вступив в контакт з Крістіаном Віртом; він був присвячений безпосередньо в політику знищення держави СС і в силу цього став, за словами самого Моргена, «фахівцем за злочинами в концтаборах». При цьому під «злочинами в концтаборах» він розумів переважно господарські злочини щодо конфіскованої власності ув'язнених концтаборів, а не узаконені злочини проти людяності; проте він розслідував також окремі вбивства, скоєні самовільно. Восени 1944 року Морген став главою есесівського суду в Кракові. Таким чином, в його компетенції виявився концтабір Освенцим. Останній рік війни він провів на посаді есесівського судді в Бреслау.

## Діяльність Моргена як судді СС
За словами самого Моргена, Гіммлер уповноважив його продовжити розпочату ним розслідування в концентраційному таборі Бухенвальд. Це призвело до пред'явлення коменданту табору Карлу Коху, його дружині Ільзе і таким учасникам, як Мартін Зоммер, звинувачень в корупції, вбивстві і тілесному ушкодженні зі смертельними наслідками. За вбивство Карл Кох був засуджений до смерті двічі, і незадовго до кінця війни його стратили. Іншого співучасника Вальдемара Говена, Морген засудив до смерті, однак вирок не був приведений у виконання.
В іншому випадку охоронець табору смерті Аушвіц-Біркенау відправив з фельд'єгерською поштою посилку своїй дружині. У посилці знаходилося більше кілограмів не переплавлених золотих зубів. Золото було затримано німецької митницею. В ході проведеного з цього приводу слідства Морген ознайомився з табором Аушвіц-Біркенау і зміг отримати уявлення про роботу машини по масовому знищенню людей. При цьому він прийшов до висновку, що табірний персонал цілеспрямовано збагачувався за рахунок привласнення майна убитих.
Після (і в результаті цього відкриття) Морген продовжив розслідування інших злочинів в концентраційних таборах, в тому числі в концтаборах Дахау, Флоссенбюрг та Люблін. За його уявленням було збуджено в цілому 800 кримінальних справ, 200 з яких були завершений.
Розслідування Моргена ставали все більш великими, і коли він почав розслідування проти коменданта концтабору Аушвіц, його діяльність, згідно з наказом Гіммлера в квітні 1944 року, була обмежена справою Коха, а інші розслідування зупинені. Проте, йому вдалося висунути звинувачення проти ряду відомих комендантів концтаборів, а в окремих випадках винести їм вироки. У їх числі були:
| Ім'я                  | Звання                | Посада                                                                           | Звинувачення                                                                            | Вирок |
| --------------------- | --------------------- | -------------------------------------------------------------------------------- | --------------------------------------------------------------------------------------- | --- |
| Герман Флорштедт      | Штандартенфюрер СС    | Комендант Любліна                                                                | Корупція                                                                                | Розстріл |
| Ганс Лоріц            | Оберфюрер СС          | Комендант КТ Заксенгаузен                                                        | Корупція, несанкціоновані вбивства                                                      | Не засуджений                                                                                                 |
| Адам Грюневальд       | Штурмбаннфюрер СС     | Комендант КТ Герцогенбуш                                                         | Жорстоке поводження з ув'язненими                                                       | 3.5 років ув'язнення, згодом замінені відправкою на Східний фронт. Загинув у бою.                             |
| Карл Кюнстлер         | Оберштурмбаннфюрер СС | Комендант КТ Флоссенбюрг                                                         | Пияцтво і розпусний спосіб життя.                                                       | Пониження до рядового і відправка на фронт. Загинув у бою.                                                    |
| Карл-Отто Кох         | Штандартенфюрер СС    | Комендант КТ Бухенвальд                                                          | Вбивство (звинувачений разом із Германом Гакманном, Мартіном Зоммером та Бланком).      | Розстріл |
| Ільза Кох             |                       |                                                                                  | Привласнення великої суми грошей.                                                       | Виправдана.                                                                                                   |
| Мартін Зоммер         | Гауптшарфюрер СС      | Службовець КТ Бухенвальд                                                         | Вбивство (звинувачений разом із Карлом Кохом, Германом Гакманном і Бланком).            | Пониження до рядового і відправка на Східний фронт.                                                           |
| ??? Бланк             | Гауптшарфюрер СС      | Службовець КТ Бухенвальд                                                         | Вбивство (звинувачений разом із Карлом Кохом, Германом Гакманном та Мартіном Зоммером). | Невідомо. |
| Александер Піорковскі | Штурмбаннфюрер СС     | Комендант КТ Дахау                                                               | Вбивство.                                                                               | Не засуджений.                                                                                                |
| Герман Гакманн        | Гауптштурмфюрер СС    | Офіцер КТ Бухенвальд                                                             | Вбивство (звинувачений разом із Карлом Кохом, Мартіном Зоммером і Бланком).             | Розстріл (не виконаний).                                                                                      |
| Максиміліан Грабнер   | Унтерштурмфюрер СС    | Співробітник гестапо, керівник політичного блоку КТ Аушвіц                       | Корупція і вбивство.                                                                    | Не засуджений.                                                                                                |
| Гергард Паліч         | Гауптшарфюрер СС      | Службовець КТ Аушвіц                                                             | Недотримання «расової чистоти» (сексуальні зв'язки з ув'язненою-«неарійкою»).           | Розстріл (замінений на пониження до рядового і відправку на Східний фронт в якості штрафника). Загинув у бою. |
| Амон Ґьот             | Гауптштурмфюрер СС    | Співробітник відділу економіки та адміністрації СС, колишній комендант КТ Плашув | Розкрадання державної власності (майна ув'язнених КТ Плашув)                            | Не звинувачений (трибунал не був зібраний у зв'язку із важким становищем на фронті).                          |
| Ганс Аумаєр           | Штурмбаннфюрер СС     | Заступник коменданта КТ Аушвіц                                                   | Корупція і розкрадання державної власності (золотих зубів отруєних газом ув'язнених).   | Переведення на інше місце роботи.                                                                             |

## Нагороди
- Хрест Воєнних заслуг 2-го класу з мечами (1941)